# Wintergartenhochhaus
Das Wintergartenhochhaus ist ein 32-geschossiges Hochhaus in der Leipziger Ostvorstadt. Das Wohngebäude wurde von 1970 bis 1972 als Wohnhochhaus Wintergartenstraße erbaut und ist nach dem City-Hochhaus und dem Hotel The Westin das dritthöchste Hochhaus Leipzigs. Mit 106,8 Metern Gesamthöhe, davon 95,5 Meter reine Gebäudehöhe, war es das höchste Wohngebäude der DDR und steht heute auf der Liste der Hochhäuser in Deutschland unter den ersten Hundert. Als ein Bauwerk der Moderne und Zeugnis der DDR-Architekturgeschichte mit Seltenheitswert steht es unter Denkmalschutz.

## Lage und städtebauliche Einordnung
Es befindet sich nordöstlich der Leipziger Innenstadt am Georgiring an der Einmündung zur Wintergartenstraße schräg gegenüber dem Hauptbahnhof und unweit des Augustusplatzes. Westlich liegt die Parkanlage am Schwanenteich. Bekannt ist das Hochhaus auch durch das sich auf dem Dach drehende, 18 Tonnen schwere Werbesignet Doppel-M der Leipziger Messe.
Die Idee, an der Außenseite des den Zentrumskern umschließenden Ringes bauliche Höhendominanten zu errichten, enthalten bereits das Ringcity-Konzept und der Leipziger Generalbebauungsplan von 1929 (GBP/Ritter). Mit der Arbeit am GBP 1970 (Siegel) wurden die bis dahin denkbaren Standorte speziell für das Wintergartenhochhaus und das neue Universitätshochhaus präzisiert.
Die städtebauliche Einordnung und die jeweils markante architektonische Ausdruckskraft ergaben sich aus der Standortwahl, den funktionellen Anforderungen und den angewandten bautechnologischen Verfahren. Für das Wintergartenhochhaus war die Wirksamkeit im städtebaulichen Raum mit geschwungener Form der bestehenden Bauten besonders zu beachten, da das Hochhaus nur hinter der verlängerten Bauflucht eingeordnet werden konnte. Der zweistöckige Vorbau folgte mit seiner langen Westfassade hingegen der von den Wohnblöcken am Georgiring vorgegebenen, leicht gekrümmten Bauflucht. 
Kurze Vorbereitungszeiten erforderten den konzentrierten Einsatz engagierter Architekten und Ingenieure sowie das Nutzen der Erfahrungen, über die das Berliner WBK (Wohnungsbaukombinat) hinsichtlich des industriellen Monolithbaues für Wohnhochhäuser bereits verfügte.

## Vorgeschichte

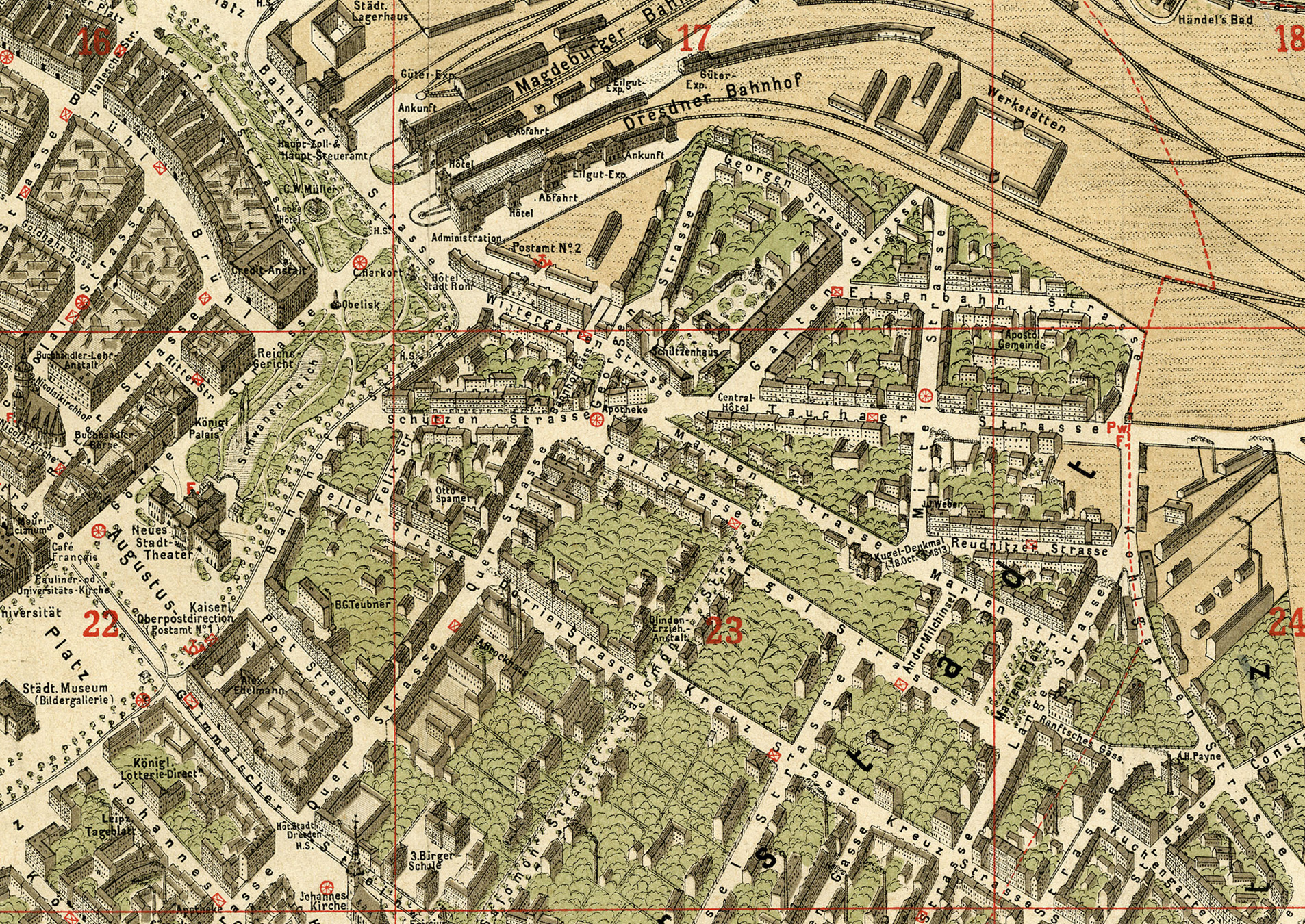
Plan der Bebauung an der Wintergartenstraße (um 1881)

Das Bauwerk entstand auf dem Gelände zwischen Schützenstraße (vormals Hintergasse) und der ehemaligen Anlage des Wintergartens, der sich im ersten Drittel des 19. Jahrhunderts bis zum Hintertor – etwa bis zur Einmündung der heutigen Chopinstraße – erstreckte. Im Zuge der Bebauung der Ostvorstadt an dieser Stelle mit Krystallpalast und Wohnhäusern wurden Ende des Jahrhunderts in Bahnhofsnähe am Anfang der Wintergartenstraße auch die beiden Hotels „Continental“ und „Stadt Rom“ erbaut. Während der Luftangriffe im Zweiten Weltkrieg wurde zweites schwer beschädigt und 1969 abgerissen, um Baufreiheit für die Errichtung des Wintergartenhochhauses zu schaffen. Abgerissen für den Bau des Hochhauses wurden ebenfalls etliche Wohnhäuser an der Schützenstraße, die ursprünglich eine direkte Verbindung zum Promenadenring hatte. Der Zugang wird heutzutage durch einen der 10-geschossigen Plattenbauten am Georgiring abgeriegelt, die bereits vorher 1960 bis 1962 erbaut worden waren. Ein fußläufiger Durchgang zum Ring existiert nur noch am Wintergartenhochhaus.

## Architektur und Beschreibung

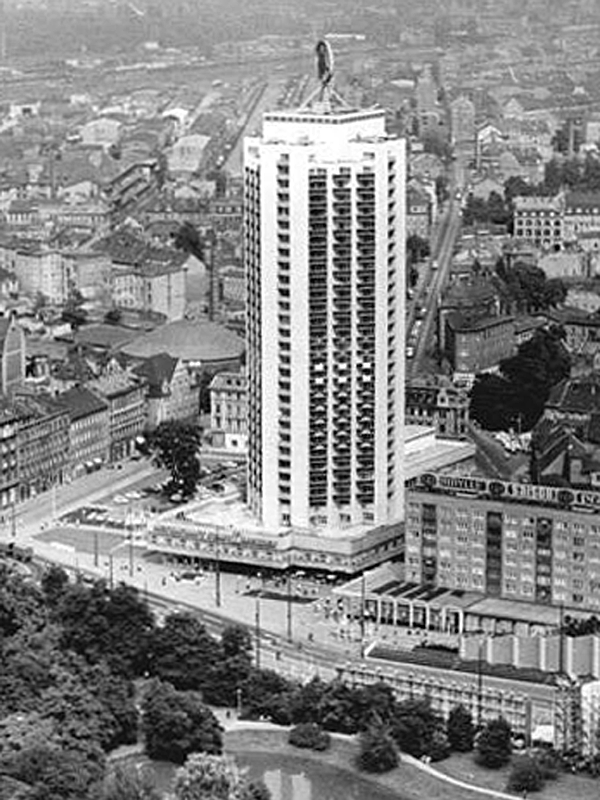
Wintergartenhochhaus mit Anbauten 1977

Grundriss von Horst Siegel

Der städtebaulich-architektonische Entwurf aus den Jahren 1967/1968 stammt von Horst Siegel zusammen mit Ambros G. Gross, Frieder Gebhardt, Hans-Peter Schmiedel (1929–1971) und Manfred Zumpe. Seine charakteristischen Merkmale sind der symmetrische Grundriss mit 16 Außenecken sowie pro Etage zwölf drei- und vier viereckige Loggien, so dass der Eindruck eines achteckigen Gebäudes entsteht. Es hat einen Durchmesser von 32,4 Metern. Die Form des Wintergartenhochhauses griff Manfred Zumpe einige Jahre später in seinem Zwölfeckhaus auf, bei dem die vier diagonalen Seiten statt der jeweils drei dreieckigen Loggien nur über zwei verfügen.
Die Entwurfsbearbeitung und Ausführungsplanung lag in den Händen von Frieder Gebhardt, Hartmut Stüber, Reinhard Vollschwitz, Achim Schulz und Friedhard Schinkitz.
Es war das erste in der DDR gebaute Wohnhochhaus, das in Gleitbauweise mit oberflächenfertiger Außenhaut errichtet wurde. Ursprünglich sollten drei dieser Häuser errichtet werden, jedoch wurde aus Kostengründen nur eines realisiert. Die reinen Baukosten betrugen 52,88 Mio. DDR-Mark. 2038 Tonnen Stahl, 4784 Tonnen Zement und 12.000 Kubikmeter Beton wurden innerhalb von 26 Monaten verbaut. Aufgrund der schwierigen Bodenverhältnisse musste es in einer Bodenwanne aus Beton errichtet werden, dazu waren Baugrundbohrungen bis in 50 Meter Tiefe nötig.
Am Fuß des Hochhauses errichtete man dazu einen zweigeschossigen, großflächigen Vorbau, der das Kerngebäude hauptsächlich von Westen und Norden umgab. In ihm befanden sich das „Einkaufszentrum am Hauptbahnhof“ (Selbstbedienungskaufhalle), das Restaurant „Stadt Dresden“ mit 220 Sitzplätzen, eine Poststelle und eine „Mokka-Milchbar“.

## Sanierung

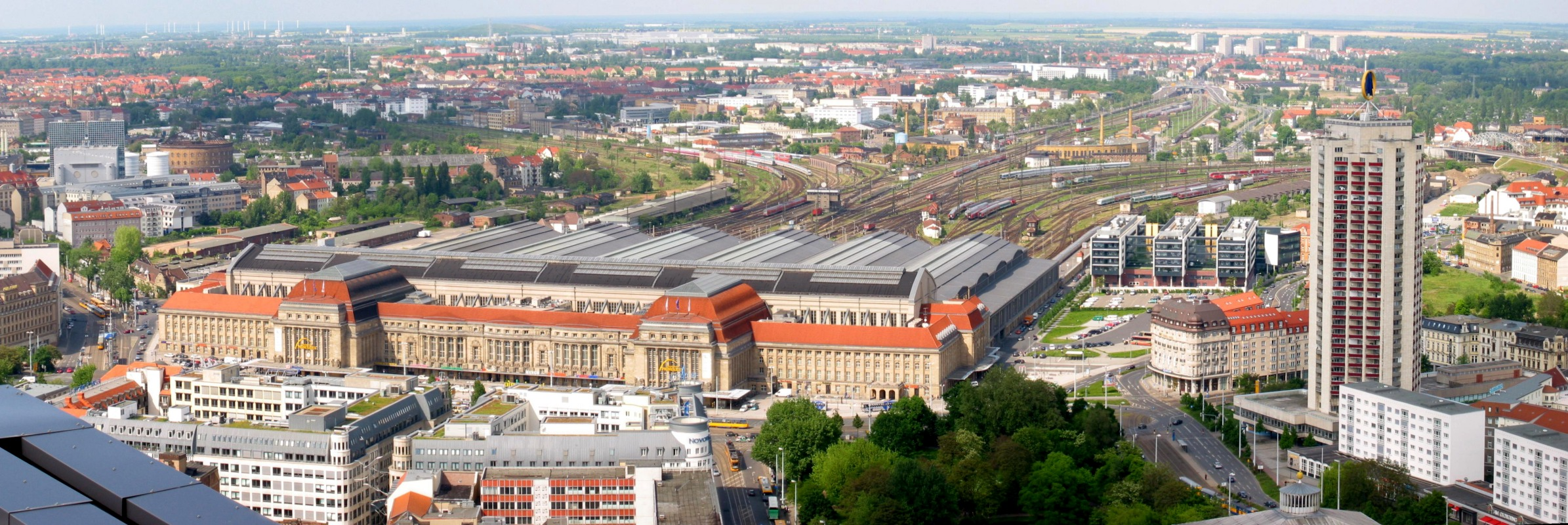
Blick vom City-Hochhaus auf den Hauptbahnhof mit Wintergartenhochhaus vor der Sanierung (2004)

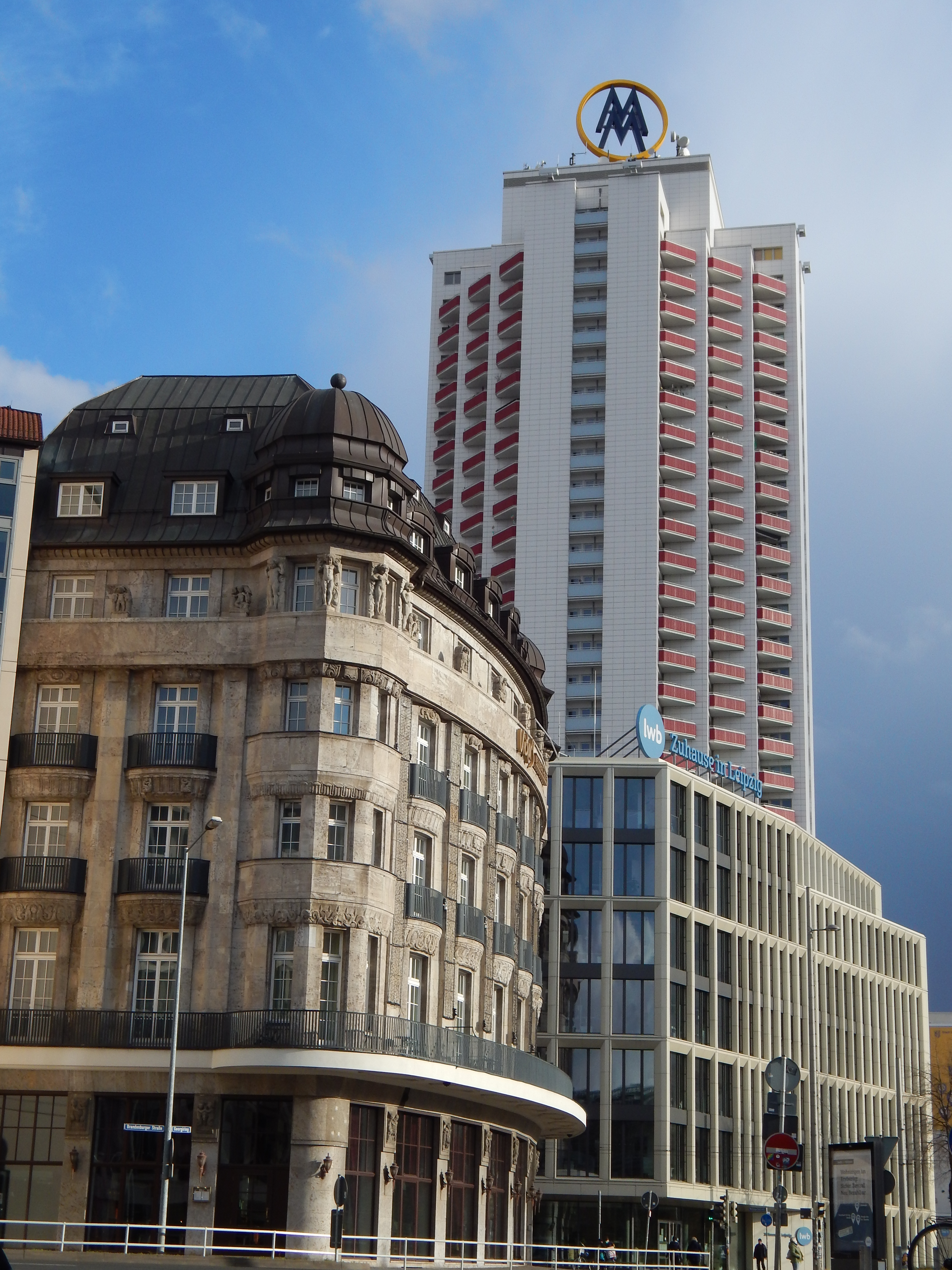
Wintergartenhochhaus nach der Sanierung, davor das LWB-Gebäude und links Victor’s Residenz-Hotel am Anfang der Wintergartenstraße (2021)

In den Jahren 2004 und 2005 wurde es für 12,5 Millionen Euro komplett saniert, um ein Schmuckstück für die Fußball-Weltmeisterschaft 2006 zu sein. Dabei wurde der zweigeschossige Vorbau abgerissen und dafür eine dreigeschossige Zone für Gewerbemieter im Sockel des Hochhauses eingerichtet. Heute befinden sich im Wintergartenhochhaus 29 Ein-, 78 Zwei- und 100 Dreizimmerwohnungen sowie einige Büroräume. Über 95 Prozent der Wohnungen verfügen über mindestens einen Balkon oder eine Loggia. Eigentümerin des Hochhauses ist die stadteigene Leipziger Wohnungs- und Baugesellschaft (LWB). Anstelle der abgebrochenen Bauten entstanden am Fuß des Wintergartenhochhauses seit 2015 das neue LWB-Gebäude, ein Hotel und mehrere Wohngebäude. Wegen der Randbebauung seit der Sanierung ist der untere Teil des einst freistehenden Hochhauses nicht mehr sichtbar.
Im Frühjahr 2017 wurde das sich drehende Doppel-M der Leipziger Messe saniert. Dabei wurden die 600 Meter Leuchtstoffröhren, auch aus Kostengründen, durch LEDs ersetzt.
Anlässlich des hundertjährigen Bestehens des Markenzeichens der Leipziger Messe wurde am 4. September 2017 eine vier Meter hohe und sechs Meter breite »100« installiert.
Von April 2021 bis März 2022 erfolgte ein Austausch der für die Wohnetagen genutzten, zuletzt 1998 erneuerten Aufzüge. Zu diesem Zweck wurden sämtliche Einbauten in den vier jeweils 87 Meter hohen Schächten entfernt und durch neue, moderne Aufzuganlagen ersetzt.